# 弗萊克斯·惠勒
弗萊克斯·惠勒（英語：Kenneth "Flex" Wheeler，1965年8月23日—），美國IFBB職業健美運動員，曾贏得阿諾經典賽4次，被阿諾·舒華辛力加評為其中一個最優秀的健美運動員，亦被羅尼·科爾曼認定為競爭對手。

## 早年生活
惠勒生於加利福尼亞州佛雷斯諾，家中清貧，自小遭到虐待。因為閱讀障礙，他的學業並不理想，但他在運動方面卻有出色的表現。最初由習武開始，至青少年時期轉玩健身。由於武術的底子，他的筋腱非常柔軟。他的暱稱亦因此而起。

## 職業生涯
在當過短期的警察之後，惠勒轉為全職健美運動員。他在1983年首次參賽，至1989年才第一次嚐到加州先生錦標賽（NPC Mr. California Championships）冠軍的滋味。他在1993年奧林匹克先生比賽以些微的分數屈居第二，並於1998及1999年重複了這個逆運。職業生涯之中他亦贏過5次Ironman Pro、4次阿諾經典賽、1次法國大獎賽、1次南灘職業邀請賽、1次Night of Champions和1次匈牙利大獎賽。

## 外部連結
- Teamflexwheeler.com Official site
- Flex Wheeler Martial Arts Illustrated Magazine Interview （页面存档备份，存于）
- Bodybuilders.com （页面存档备份，存于） Flex Wheeler profile
- Flex Wheeler Gallery （页面存档备份，存于）
- Muscle: The Myostatin Connection as seen in Flex Wheeler （页面存档备份，存于）
- Allamericanefx.com （页面存档备份，存于） Official company site
- Flex Wheeler - Winning when it matters